# شعبان شهاب‌الدین
شعبان شهاب‌الدین (انگلیسی: Shabban Shahab-ud-Din; ۸ نوامبر ۱۹۰۹ – ۶ ژانویهٔ ۱۹۸۳) بازیکن هاکی روی چمن اهل هند بود.
وی به‌همراه تیم ملی هاکی روی چمن مردان هند به قهرمانی بازی‌های المپیک تابستانی ۱۹۳۶ دست پیدا کرده‌است.